# Великая Салиха
Великая Салиха (укр. Велика Салиха) — село в Красиловском районе Хмельницкой области Украины.
Население по переписи 2001 года составляло 316 человек. Почтовый индекс — 31021. Телефонный код — 3855. Занимает площадь 1,071 км². Код КОАТУУ — 6822781401.
Через село проходит трасса T-1804.

## Местный совет
31021, Хмельницкая обл., Красиловский р-н, с. Великая Салиха, ул. Ленина, 15; тел. 9-76-42  (укр.)